# Míriel
Míriel, también llamada Þerindë o Serindë (traducido del quenya como «mujer de las agujas» o «la Bordadora»), es un personaje ficticio que forma parte del legendarium creado por el escritor británico J. R. R. Tolkien y que aparece en su novela El Silmarillion. Es una elfa del clan Noldor, primera esposa del Alto Rey Finwë y madre de Fëanor.

## Descripción
En un ensayo escrito en 1968 e incluido años después por su hijo Christopher en Los pueblos de la Tierra Media bajo el título «La marca de Fëanor», J. R. R. Tolkien describe a Míriel como una elfa «esbelta y graciosa y de disposición gentil», con un carácter obstinado. Así mismo añade que posee una «voz hermosa» y una «maravillosa destreza manual», que destaca especialmente en el bordado «más fino e intrincado que nunca se había visto».

### Familia
|          |          |          |          |          |          |  |  |        |        |        |        |        |        |  |  | Finwë    | Finwë    | Finwë    | Finwë    | Finwë    | Finwë    |        |        | Míriel    | Míriel    | Míriel    | Míriel    | Míriel    | Míriel    |          |          |          |          |         |         |         |         |  |  |       |       |       |       |       |       |  |  |       |       |       |       |       |       |
|          |          |          |          |          |          |  |  |        |        |        |        |        |        |  |  | Finwë    | Finwë    | Finwë    | Finwë    | Finwë    | Finwë    |        |        | Míriel    | Míriel    | Míriel    | Míriel    | Míriel    | Míriel    |          |          |          |          |         |         |         |         |  |  |       |       |       |       |       |       |  |  |       |       |       |       |       |       |
|          |          |          |          |          |          |  |  |        |        |        |        |        |        |  |  |          |          |          |          |          |          |        |        |           |           |           |           |           |           |          |          |          |          |         |         |         |         |  |  |       |       |       |       |       |       |  |  |       |       |       |       |       |       |
|          |          |          |          |          |          |  |  |        |        |        |        |        |        |  |  |          |          |          |          | Fëanor   | Fëanor   | Fëanor | Fëanor | Fëanor    | Fëanor    |           |           | Nerdanel  | Nerdanel  | Nerdanel | Nerdanel | Nerdanel | Nerdanel |         |         |         |         |  |  |       |       |       |       |       |       |  |  |       |       |       |       |       |       |
|          |          |          |          |          |          |  |  |        |        |        |        |        |        |  |  |          |          |          |          | Fëanor   | Fëanor   | Fëanor | Fëanor | Fëanor    | Fëanor    |           |           | Nerdanel  | Nerdanel  | Nerdanel | Nerdanel | Nerdanel | Nerdanel |         |         |         |         |  |  |       |       |       |       |       |       |  |  |       |       |       |       |       |       |
|          |          |          |          |          |          |  |  |        |        |        |        |        |        |  |  |          |          |          |          |          |          |        |        |           |           |           |           |           |           |          |          |          |          |         |         |         |         |  |  |       |       |       |       |       |       |  |  |       |       |       |       |       |       |
|          |          |          |          |          |          |  |  |        |        |        |        |        |        |  |  |          |          |          |          |          |          |        |        |           |           |           |           |           |           |          |          |          |          |         |         |         |         |  |  |       |       |       |       |       |       |  |  |       |       |       |       |       |       |
|          |          |          |          |          |          |  |  |        |        |        |        |        |        |  |  |          |          |          |          |          |          |        |        |           |           |           |           |           |           |          |          |          |          |         |         |         |         |  |  |       |       |       |       |       |       |  |  |       |       |       |       |       |       |
| Maedhros | Maedhros | Maedhros | Maedhros | Maedhros | Maedhros |  |  | Maglor | Maglor | Maglor | Maglor | Maglor | Maglor |  |  | Celegorm | Celegorm | Celegorm | Celegorm | Celegorm | Celegorm |        |        | Caranthir | Caranthir | Caranthir | Caranthir | Caranthir | Caranthir |          |          | Curufin  | Curufin  | Curufin | Curufin | Curufin | Curufin |  |  | Amrod | Amrod | Amrod | Amrod | Amrod | Amrod |  |  | Amras | Amras | Amras | Amras | Amras | Amras |

### Etimología y otros nombres
J. R. R. Tolkien no mencionó en ninguno de sus escritos el significado de Míriel, nombre formado en la lengua quenya. No obstante, su hijo Christopher, al editar El Silmarillion, incluyó en dicha obra un apéndice con algunos elementos que forman los nombres en quenya y en sindarin y en él menciona la palabra mírë («joya») como raíz de Míriel.
La elfa era conocida además como Þerindë o Serindë, ambos nombres compuestos igualmente en quenya y traducidos como «mujer de las agujas» o «la Bordadora». En el ensayo «La marca de Fëanor», donde se recogen los distintos nombres de los miembros de la Casa real de los Noldor, J. R. R. Tolkien explica cómo los elfos tenían por costumbre dar dos nombres o essi a sus hijos: uno paterno, dado tras el nacimiento, y otro materno, dado tiempo después. De este modo, Míriel sería según este ensayo el nombre materno de la elfa, dado por su habilidad en el bordado.

## Historia ficticia
Míriel y Finwë se enamoraron y casaron en Aman, en algún momento durante las Edades de los Árboles. El alumbramiento de su primer y único hijo, Fëanor, «consumió» el cuerpo y el espíritu de Míriel. Finwë pidió consejo al vala Manwë y este dejó a Míriel bajo los cuidados de las doncellas de Estë en los jardines de Lórien. Allí la elfa se tendió dormida y su espíritu fue a las Estancias de Mandos, aunque su cuerpo permaneció siempre incorrupto. Finwë, entristecido, acudió a menudo a ver el cuerpo de su esposa, pero finalmente decidió dedicarse a cuidar de Fëanor y se casó de nuevo.

## Creación y desarrollo
J. R. R. Tolkien mencionó por primera vez a Míriel en «Anales de Aman», una cronología que escribió tras finalizar la novela El Señor de los Anillos a principios de los años 1950 y que recoge los acontecimientos más importantes que ocurrieron en el período de su legendarium conocido como las Edades de las Lámparas y de los Árboles.